# Ormond Beach
Ormond Beach è un comune (city) degli Stati Uniti d'America, nella contea di Volusia, nello Stato della Florida.
La città è situata immediatamente a nord di Holly Hill e Daytona Beach. La cittadina (circa 38.000 abitanti - censimento 2010) si affaccia sull'Oceano Atlantico. Si trova immediatamente a sud del parco naturale Tomoka State Park.